# Frankfurter Zeitung
Il Frankfurter Zeitung è stato un quotidiano tedesco fondato nel 1856 a Francoforte sul Meno. Durante il regime nazista era considerato l'unico giornale ad ampia diffusione non completamente sotto il controllo del Ministero della Propaganda di Joseph Goebbels.

## Storia
Dopo la costituzione dell'Impero tedesco nel 1871, la Frankfurter Zeitung divenne un importante portavoce dell'opposizione della borghesia liberale extraparlamentare, il giornale fu fautore della pace prima e durante la prima guerra mondiale.
Durante la Repubblica di Weimar, il giornale fu oggetto di ostilità da parte degli ambienti nazionalisti perché si era espresso a favore del trattato di Versailles del 1919. All'epoca sostenne il governo e la politica di riconciliazione di Gustav Stresemann.
Il Frankfurter Zeitung era uno dei pochi giornali democratici dell'epoca. Era noto in particolare per il suo periodico, in cui venivano pubblicate le opere delle più grandi menti della Repubblica.
Dopo che i nazisti presero il potere nel 1933, diversi collaboratori ebrei del giornale dovettero andarsene, come Siegfried Kracauer e Walter Benjamin. Il giornale fu infine venduto nel giugno 1934 alla società chimica IG Farben. I direttori dell'azienda, in particolare Carl Bosch, erano ben disposti verso il giornale a causa della sua rilevanza nella vita tradizionale tedesca, e credevano che potesse essere utile per promuovere una pubblicità favorevole per l'azienda.
Durante il primo periodo al potere dei nazisti, il giornale fu inizialmente protetto da Hitler e Goebbels principalmente per il suo conveniente appello alle pubbliche relazioni all'estero. Questo fece mantenere al quotidiano una linea editoriale più indipendente rispetto al resto della stampa nel Terzo Reich.[4] Tuttavia, nel giro di pochi anni IG Farben dovette rinunciare al controllo del giornale; inesorabilmente, era stata compromessa dalla crescente supervisione del Ministero della Propaganda nazista e stava rapidamente perdendo la sua reputazione giornalistica all'estero. Gli amministratori della società si resero conto che non era più necessario influenzare l'opinione pubblica interna, "poiché in Germania non era rimasta praticamente alcuna opinione pubblica".
Il giornale fu quindi venduto e incorporato da una filiale dell'organo editoriale nazista, Eher Verlag, nel 1938. Alla fine del 1941, il giornale dovette affrontare uno scandalo quando Richard Sorge, corrispondente di lunga data da Tokyo del Frankfurter Zeitung e membro del partito nazista, fu arrestato dalla polizia giapponese con l'accusa di spionaggio per conto dell'Unione Sovietica. Sorge si rivelò essere la principale spia sovietica in Giappone, la sua fedeltà al nazismo era solo un mero travestimento per le sue vere convinzioni, e fu giustiziato nel 1944. Di fronte al calo dei lettori durante la seconda guerra mondiale il Frankfurter Zeitung chiuse i battenti nell'agosto 1943.
La Frankfurter Allgemeine Zeitung non si considera il suo successore, sebbene molti tra i suoi fondatori precedentemente avevano lavorato per il Frankfurter Zeitung.